# InfluxDB
 (décembre 2020).
Si vous disposez d'ouvrages ou d'articles de référence ou si vous connaissez des sites web de qualité traitant du thème abordé ici, merci de compléter l'article en donnant les références utiles à sa vérifiabilité et en les liant à la section « Notes et références ».
InfluxDB est un système de gestion de base de données orientée séries temporelles hautes performances, écrit avec le langage de programmation Rust et distribué sous licence MIT. InfluxDB se veut très rapide en écriture.

## Principales caractéristiques

### Aperçu technique
InfluxDB n'a pas de dépendances externes et fournit un langage de requêtes nommé Flux depuis la v1.8 (anciennement InfluxQL qui était plus proche du SQL), à l'écoute sur le port 8086, avec des fonctions intégrées centrées sur le temps pour interroger une structure de données composée de mesures, de séries et de points. Chaque point est constitué de plusieurs paires clé-valeur appelées "fieldset" et d'un horodatage. Lorsqu'ils sont regroupés par un ensemble de paires clé-valeur appelé "tagset", ceux-ci définissent une série. Enfin, les séries sont regroupées par un identificateur de chaîne pour former une mesure.
Les valeurs peuvent être des entiers de 64 bits, des nombres en virgule flottante sur 64 bits, des chaînes de caractères et des booléens. Les "tagset" sont indexés par leur horodatage et leur "fieldset". Les politiques de conservation sont définies sur une mesure et contrôlent la manière dont les données sont sous-échantillonnées et supprimées. Les requêtes continues sont exécutées périodiquement et stockent les résultats dans une mesure cible.
InfluxDB v2 permet l'affichage en graphiques des tagset en fonction du temps via un système de dashboard ainsi que le paramétrage de notifications via webhook si la valeur d'un tagset dépasse un seuil défini.

### Données manipulées
InfluxDB est souvent utilisé pour le monitoring du fait de sa performance en écriture. Des outils de visualisation de données comme Grafana proposent InfluxDB comme point de stockage de l'information.[réf. nécessaire]

### Déploiement
InfluxDB est disponible en image Docker.
Il est généralement déployé avec un applicatif chargé de récolter et enregistrer des données (ex : Telegraf), ces données sont ensuite récoltées depuis InfluxDB par une interface graphique chargée de les mettre en forme.
Quelques cas d'utilisation d'InfluxDB :
- InfluxDB avec Grafana

## Mises en œuvre notables
- CERN
- Comcast
- eBay